# Сілвер-Бау (округ, Монтана)
Шаблон:StateAbbr_ 45°54′ пн. ш. 112°40′ зх. д. / 45.9° пн. ш. 112.66° зх. д.
Округ Сілвер-Бау (англ. Silver Bow County) — округ (графство) у штаті Монтана, США. Ідентифікатор округу 30093. Його центром є місто Б'ют.

## Історія
Округ утворений 1881 року.

## Демографія
За даними перепису
2000 року
загальна чисельність населення округу становила 34606 осіб, зокрема міського населення було 30615, а сільського — 3991.
Серед мешканців округу чоловіків було 17108, а жінок — 17498. В окрузі було 14432 домогосподарства, 8931 родин, які мешкали в 16176 будинках.
Середній розмір родини становив 2,97.
Віковий розподіл населення поданий у таблиці:
| Стать    | До 15 років | 15-21 | 22-29 | 30-39 | 40-49 | 50-65 | 65-85 | Понад 85 |
| -------- | ----------- | ----- | ----- | ----- | ----- | ----- | ----- | -------- |
| Чоловіки | 3443        | 1830  | 1672  | 2277  | 2821  | 2818  | 2036  | 211      |
| Жінки    | 3315        | 1632  | 1487  | 2236  | 2747  | 2783  | 2736  | 562      |

## Суміжні округи
- Джефферсон — схід
- Медісон — південь
- Бівергед — південний захід
- Дір-Лодж — північний захід

## Виноски
1. ↑  US Decennial Census. US Census Bureau. Процитовано 30 листопада 2014.
2. ↑  Historical Census Browser. University of Virginia Library. Архів оригіналу за 11 серпня 2012. Процитовано 30 листопада 2014.
3. ↑  Population of Counties by Decennial Census: 1900 to 1990. US Census Bureau. Процитовано 30 листопада 2014.
4. ↑  Census 2000 PHC-T-4. Ranking Tables for Counties: 1990 and 2000 (PDF). US Census Bureau. Процитовано 30 листопада 2014.
5. ↑  State & County QuickFacts. US Census Bureau. Архів оригіналу за 3 серпня 2011. Процитовано 16 вересня 2013. [Архівовано 2011-08-03 у Wayback Machine.](англ.) Наведено за англійською вікіпедією.
6. ↑  American FactFinder. Бюро перепису населення США. Архів оригіналу за 26 лютого 2012. Процитовано 31 січня 2008. [Архівовано 2008-05-21 у Wayback Machine.]

| США | Це незавершена стаття з географії США. Ви можете допомогти проєкту, виправивши або дописавши її. |